# Palicanus caudatus
Palicanus caudatus är en spindelart som beskrevs av Tord Tamerlan Teodor Thorell 1897. Palicanus caudatus ingår i släktet Palicanus och familjen sporrspindlar. Inga underarter finns listade i Catalogue of Life.